# Microtheciella kerrii
Microtheciella kerrii är en bladmossart som beskrevs av Hugh Neville Dixon 1931. Microtheciella kerrii ingår i släktet Microtheciella och familjen Microtheciellaceae. Inga underarter finns listade i Catalogue of Life.